# St. Gallus (Fischenthal)

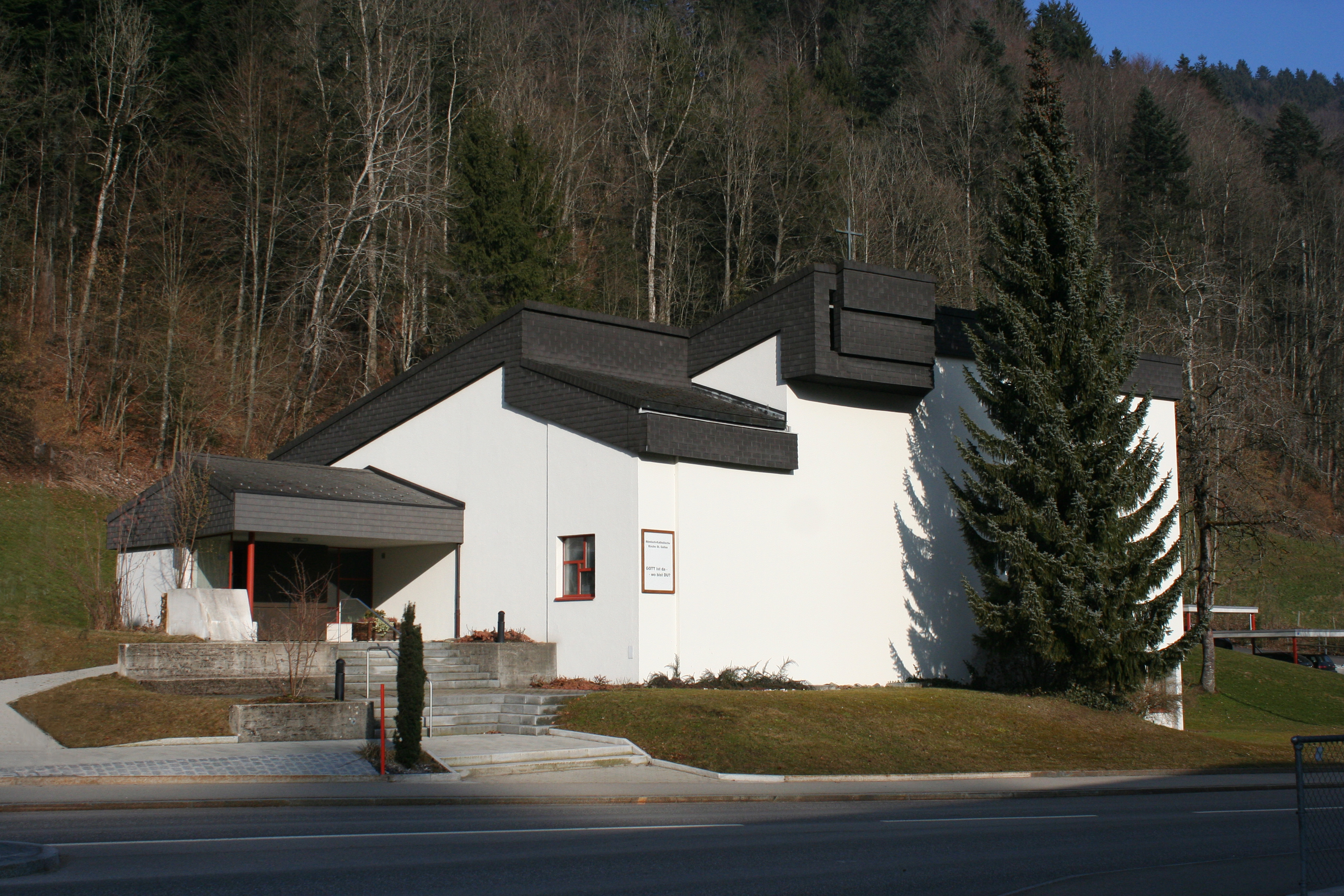
Fischenthal

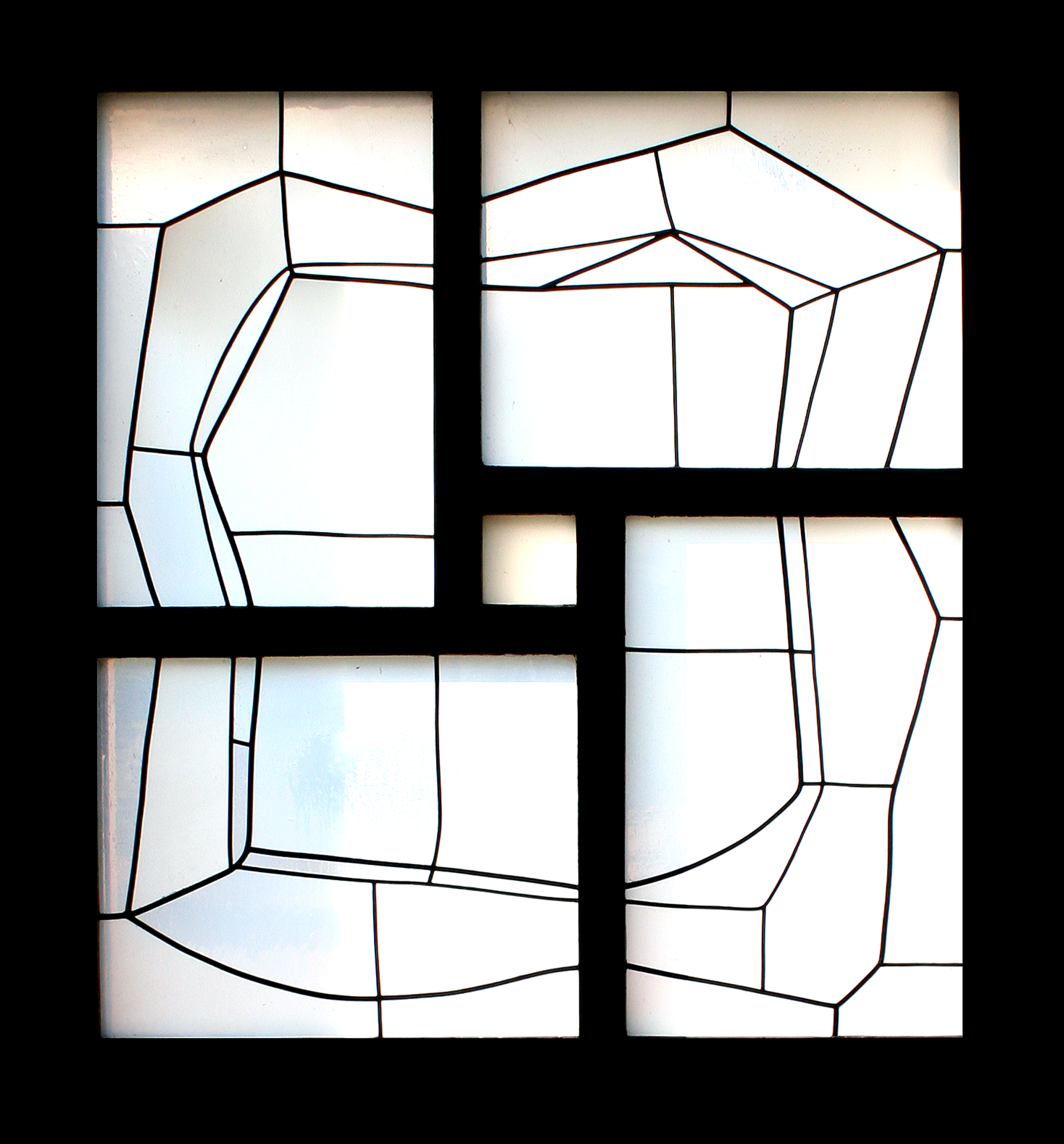
Glasfenster von Paul Stöckli

Die Kirche Hl. Gallus ist die römisch-katholische Kirche von Fischenthal im Zürcher Oberland. Sie steht an der Tösstalstrasse 156. Das dazu gehörige Pfarrrektorat ist zuständig für die Orte Gibswil, Fischenthal und Steg.

## Geschichte

### Vorgeschichte und Namensgebung
Die ersten Bewohner des Tales waren wohl Alamannen, die im 5./6. Jahrhundert eingewandert waren und sowohl das schmale Tal als auch die verschiedenen Bergterrassen besiedelten. In einer Urkunde aus dem 9. Jahrhundert wird ein Fiskinestal erwähnt, also das Tal des Fiskin. Es wird angenommen, dass dieser begüterte und wohlhabende Ansiedler dem Tal den Namen gab. Gemäss dieser Urkunde, verfasst am 13. April 878 zu Turbenthal, schenkten Iro und seine drei Söhne ihren Besitz zu Fischenthal dem Kloster St. Gallen. Auch die erste Kirche aus dem Anfang des 10. Jahrhunderts – wohl eher eine Kapelle – war dem hl. Gallus geweiht. Noch heute feiert Fischenthal ihre Chilbi (Kirchweih) am Sonntag nach dem Gallustag, dem 16. Oktober. Die heutige katholische Kirche von Fischenthal knüpft mit ihrem Kirchenpatron an Namensgebung der mittelalterlichen Kirche an.
Als in Zürich im Jahr 1524 die Reformation durchgeführt wurde, war alsbald auch in den zürcherischen Gemeinden der katholische Gottesdienst untersagt. Die meisten Leute in Fischenthal traten zum neuen Glauben über, die beim alten Glauben Verbliebenen wanderten aus, meist ins benachbarte katholische St. Gallische. Bis zum Jahr 1807 war der katholische Gottesdienst auf dem ganzen Gebiet des Kantons Zürich verboten.
Das Toleranzedikt aus dem Jahr 1807 erlaubte den zugewanderten Katholiken, wieder katholische Gottesdienste zu feiern, vorerst allerdings nur in der Stadt Zürich. Bei der Gründung der modernen Eidgenossenschaft im Jahr 1848 wurde in der Verfassung die Glaubens- und Niederlassungsfreiheit verankert, sodass der Aufbau katholischer Gemeinden im ganzen Kanton Zürich möglich wurde. Mit der industriellen Revolution (Bau der Eisenbahnen, Textilfabriken) in der 2. Hälfte des 19. Jahrhunderts strömten immer mehr Katholiken aus den katholischen Stammlanden der Innerschweiz, aber auch Italiener, in die geschlossen reformierten Gebiete, so auch ins Zürcher Oberland. Die ersten Seelsorger dieser in der Diaspora lebenden Katholiken waren die Kapuziner-Patres vom Kloster Rapperswil, die Gottesdienste anboten und für die Spendung der Sakramente besorgt waren. Die erste und grössteMissionsstation entstand 1866 im Pilgersteg zwischen Wald ZH und Rüti ZH, welche so genannt wurde, weil dort der Steg für die Pilger zum Kloster Einsiedeln über den Fluss Jona führte. Im Gasthaus Pilgersteg besuchten regelmässig 150–200 Personen, an Feiertagen gar 300 den Gottesdienst. 1865 gehörten 600 Seelen zu dieser katholischen Seelsorgestation, fünf Jahre später waren es schon 1200. In Wald, woher die meisten Katholiken kamen, entstand im Jahr 1874 die erste nachreformatorische katholische Kirche des Zürcher Oberlandes. Noch blieb Wald aber eine Missionsstation, bis 1883 die römisch-katholische Pfarrei Wald offiziell errichtet wurde. Die Pfarrei Wald umfasste damals auch noch den grössten Teil der Gemeinde Fischenthal, nämlich bis zum Mühlebach. Die Pfarreigrenze ging somit mitten durch die heutige Gemeinde Fischenthal. Nachdem die Missionsstation Pilgersteg für die Regionalseelsorge nicht mehr zweckmässig war, wichen die Katholiken von Rüti ab dem Jahr 1873 ins Ritterhaus Bubikon aus. Dieses war das Zentrum für die Katholiken von Rüti (233 Personen), Dürnten (163 Personen), Wetzikon (139 Personen), Hinwil (48 Personen), Bubikon (47 Personen) und Grüningen (23 Personen). Von dort aus wurde ein Kirchenbau geplant, der 1879 in Rüti-Tann (Gemeinde Dürnten) erstellt wurde.
Die Geschichte der Pfarrei Fischenthal wurde ursprünglich durch die Pfarrei Wald, später jedoch vor allem durch die Pfarrei Bauma bestimmt. Die Katholiken im Tösstal, angezogen durch die Verdienstmöglichkeiten im Textilbereich in den vielen Fabriken entlang der Töss, wurden im obern Tösstal anfänglich ebenfalls von den Kapuziner-Patres aus Rapperswil, später von den Pfarrherren aus Wald betreut (1891–1897). Von 1898 bis 1903 waren jedoch die Pfarrer von Kollbrunn für Bauma und Umgebung zuständig, bis 1903 zuerst die Kirche Bauma, dann 1904 die Pfarrei Bauma errichtet wurden. 1901 zählte Bauma 94 Katholiken, Fischenthal 111, Bäretswil 91, Wila 32. 1911 wurde das Territorium der Pfarrei Bauma neu umschrieben. Von der Pfarrei Wald wurden grosse Teile von Fischenthal zuhanden von Bauma abgetrennt.

### Entstehungs- und Baugeschichte
Während des Zweiten Weltkriegs gerieten zehntausende polnischer Soldaten, die mit und für Frankreich gegen Deutschland kämpften, aufgrund des Kriegsverlaufs an die Schweizer Grenze und wurden interniert. Da diese fast ausschliesslich katholisch waren, mussten für sie an den Orten, in denen sie interniert waren, regelmässige Gottesdienste gewährleistet werden, die vornehmlich von internierten Priestern gehalten wurden. Etliche dieser polnischen Kriegsinternierten wurden in den Gemeinden Bäretswil und Fischenthal eingewiesen. Die katholische Bevölkerung hatte die Möglichkeit, diesen Gottesdiensten beizuwohnen. Auch nach dem Abzug der internierten Soldaten im Jahr 1941 suchte der damalige Pfarrer von Bauma wollte in Bäretswil und Fischenthal weitere Gottesdienstmöglichkeiten in diesen Gemeinden schaffen. Während es in Bäretswil gelang, bereits im Jahr 1943 eine Notkirche einzurichten, konnte in Fischenthal erst im Jahr 1947 im Restaurant Schmittenbach ein regelmässiger Sonntagsgottesdienst angeboten werden. Im Sommer kamen gegen 100 Besucher, nicht zuletzt die italienischen Fremdarbeiter; im Durchschnitt wurde die Messfeier von 70 bis 80 Personen besucht. Als das katholische Wirtepaar wegzog, endete diese Möglichkeit einer Gottesdienstfeier in Fischenthal. Am 18. März 1949 gründete der Pfarrer von Bauma die römisch-katholische Kirchenstiftung Fischenthal, welche am 30. Dezember 1949 im unteren Schmittenbach, also nahe beim ersten Gottesdienstort, eine Liegenschaft kaufen konnte. Diese stammte aus der Zeit um 1900 und aus einem Wohnhaus und angebauten Sticksälen bestand. Zuletzt war diese Liegenschaft als Autogarage genutzt worden, wurde dann aber vom Pfarrer von Bauma zu einem Altersheim für 15 Bewohner eingerichtet. Die Garage wurde zu einer Kapelle umgebaut und das Anwesen erhielt den Namen Altersheim St. Bernadette, da der Pfarrer von Bauma für die Kapelle des Altersheims eine Reliquie der Hl. Bernadette Soubirous beschaffen konnte.
In den Jahren 1959–1960 wurde auf dem unteren Teil des Grundstückes ein Pfarrhaus errichtet und per bischöfliches Dekret vom 20. Juni 1962 wurde Fischenthal zum Pfarrrektorat ernannt. Am 11. Mai 1970 fand der erste Spatenstich und am Sonntag, den 23. August 1970 fand die feierliche Grundsteinlegung für den Bau der Kirche St. Gallus statt. Der Zürcher Architekt Karl Higi war für den Bau der Kirche verantwortlich. Am 10. Juli 1971 erfolgte die Glockenweihe durch Dekan Wyrsch mit anschliessendem Aufzug durch die Schuljugend der ganzen Gemeinde. Am Sonntag, den 3. Oktober 1971 fand die feierliche Kirchweihe der Galluskirche Fischenthal durch den Bischof von Chur, Johannes Vonderach, statt. Als im Jahr 1972 im Altersheim St. Bernadette ein Zimmerbrand erheblichen Schaden angerichtet hatte, entschied die Kirchenpflege von Bauma, das in die Jahre gekommene Altersheim abzureissen, nicht zuletzt auch da die Kapelle des Heimes wegen der neu erbauten Galluskirche nicht mehr benötigt wurde.
Das Pfarreirektorat St. Gallus Fischenthal gehört zusammen mit der Pfarrei St. Antonius Bauma und dem Pfarrrektorat Bruder Klaus Bäretswil zur Kirchgemeinde Bauma. Diese ist mit ihren 2'258 Mitgliedern (Stand 2021) eine der kleinen katholischen Kirchgemeinden des Kantons Zürich.

## Baubeschreibung

### Kirchturm und Äusseres
Die Kirche befindet sich im Dorf Fischenthal an der Tösstalstrasse 156, im untern Schmittenbach unmittelbar vor bzw. nach der Bahnunterführung. An der Strasse gebaut, welche in südliche Richtung verläuft, ist die Kirche geostet. Aus südlicher Richtung kommend, erweckt die Kirche den Eindruck eines Wohnhauses mit Satteldach. Tatsächlich schliesst das Gebäude mit einem Pultdach ab, welches nur im Eingangsbereich von einem Giebeldach abgelöst wird. Der Glockenstuhl ist im oberen Teil des Pultdaches eingebaut. Ein eisernes Kreuz verweist auf die christliche Bestimmung des Gebäudes.

### Glocken
Der Glockenstuhl enthält ein dreistimmiges Geläut, welches von der Giesserei H. Rüetschi, Aarau im Jahr 1971 gegossen wurde. Die drei Bronzeglocken haben ein Gesamtgewicht von 489 kg.
| Nummer | Ton  | Durchmesser |
| ------ | ---- | ----------- |
| 1      | cis2 | 73 cm       |
| 2      | e2   | 63 cm       |
| 3      | fis2 | 56 cm       |

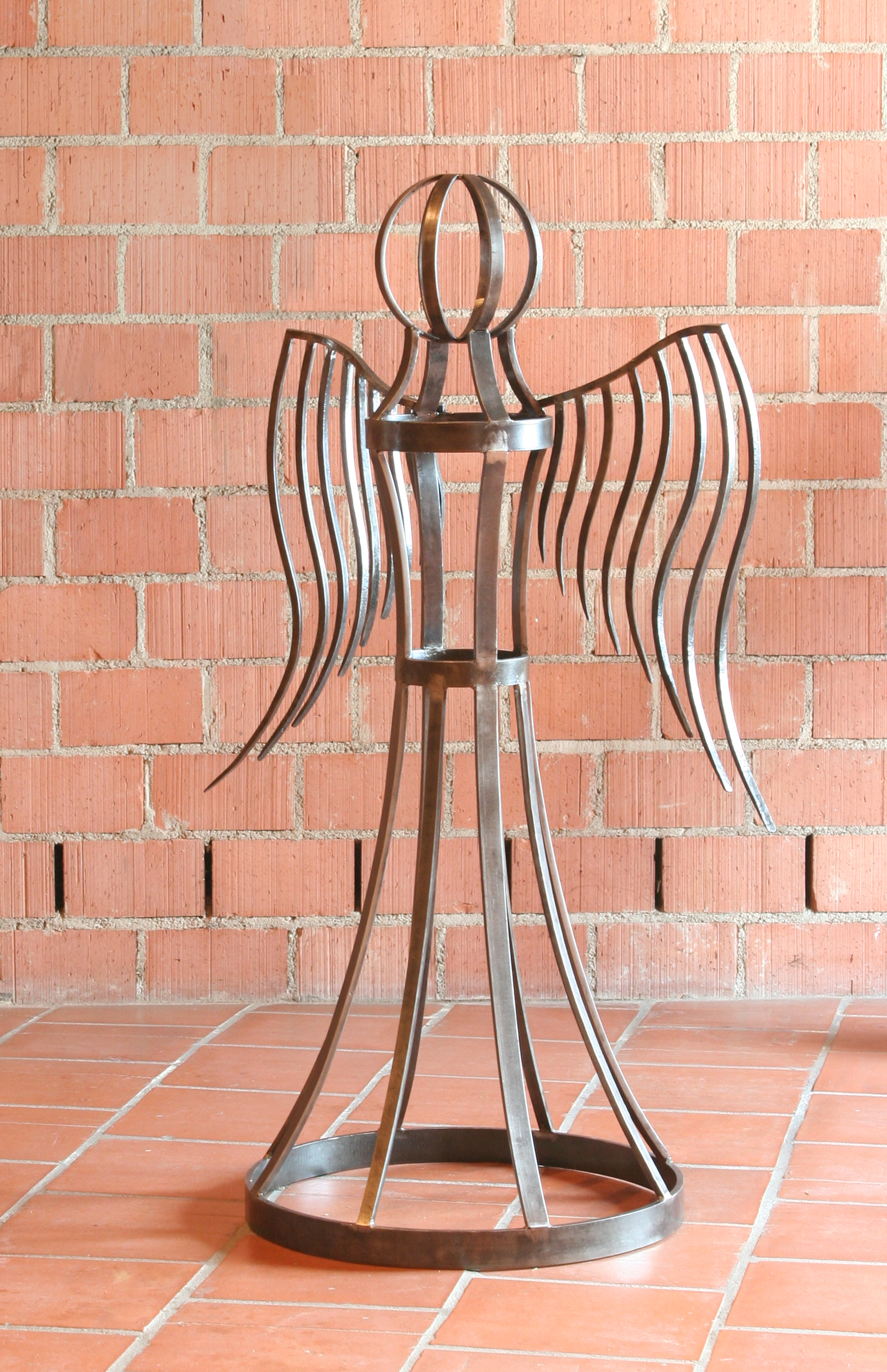
Engel von Fabrizio Seeberger
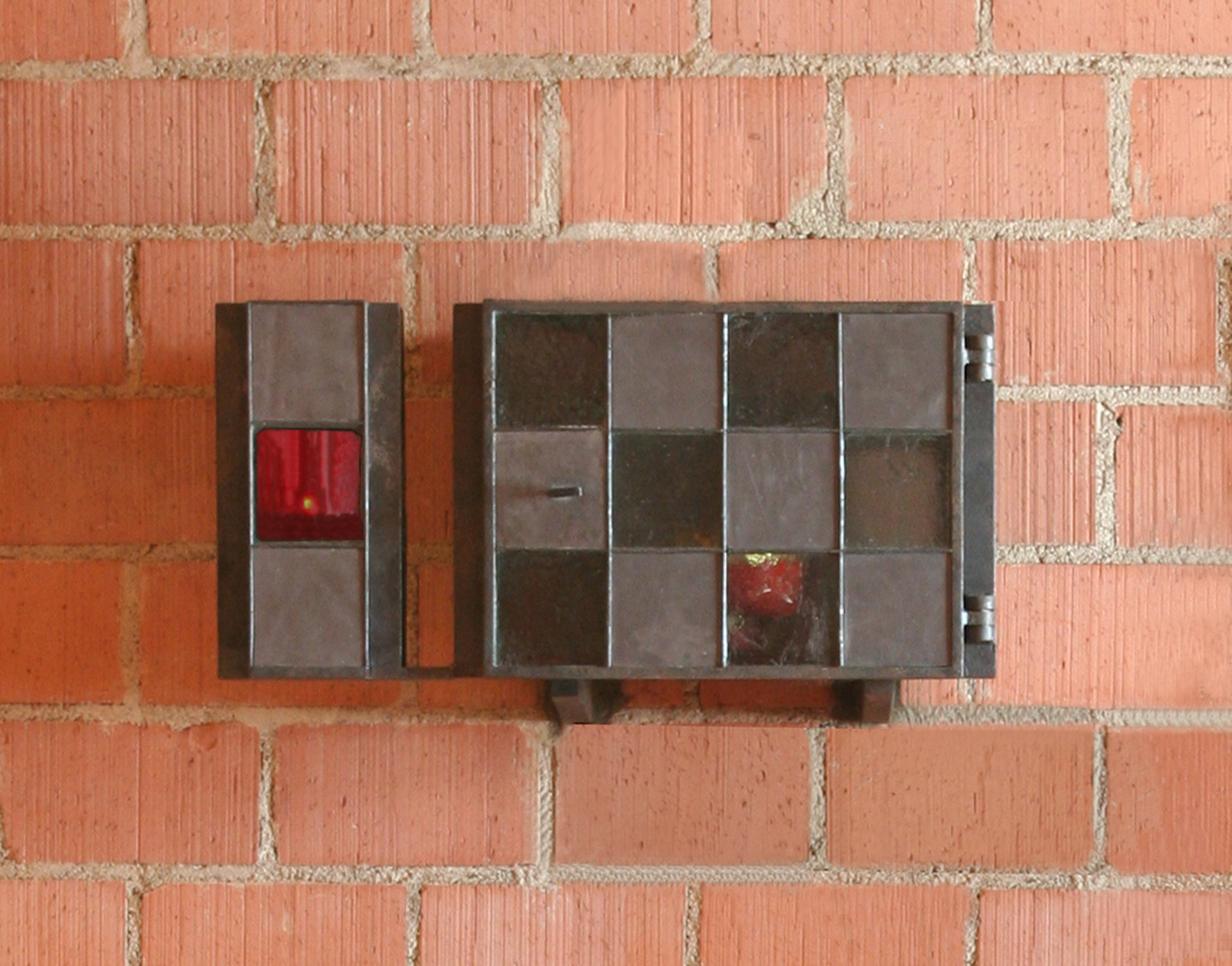
Tabernakel von Paul Stöckli
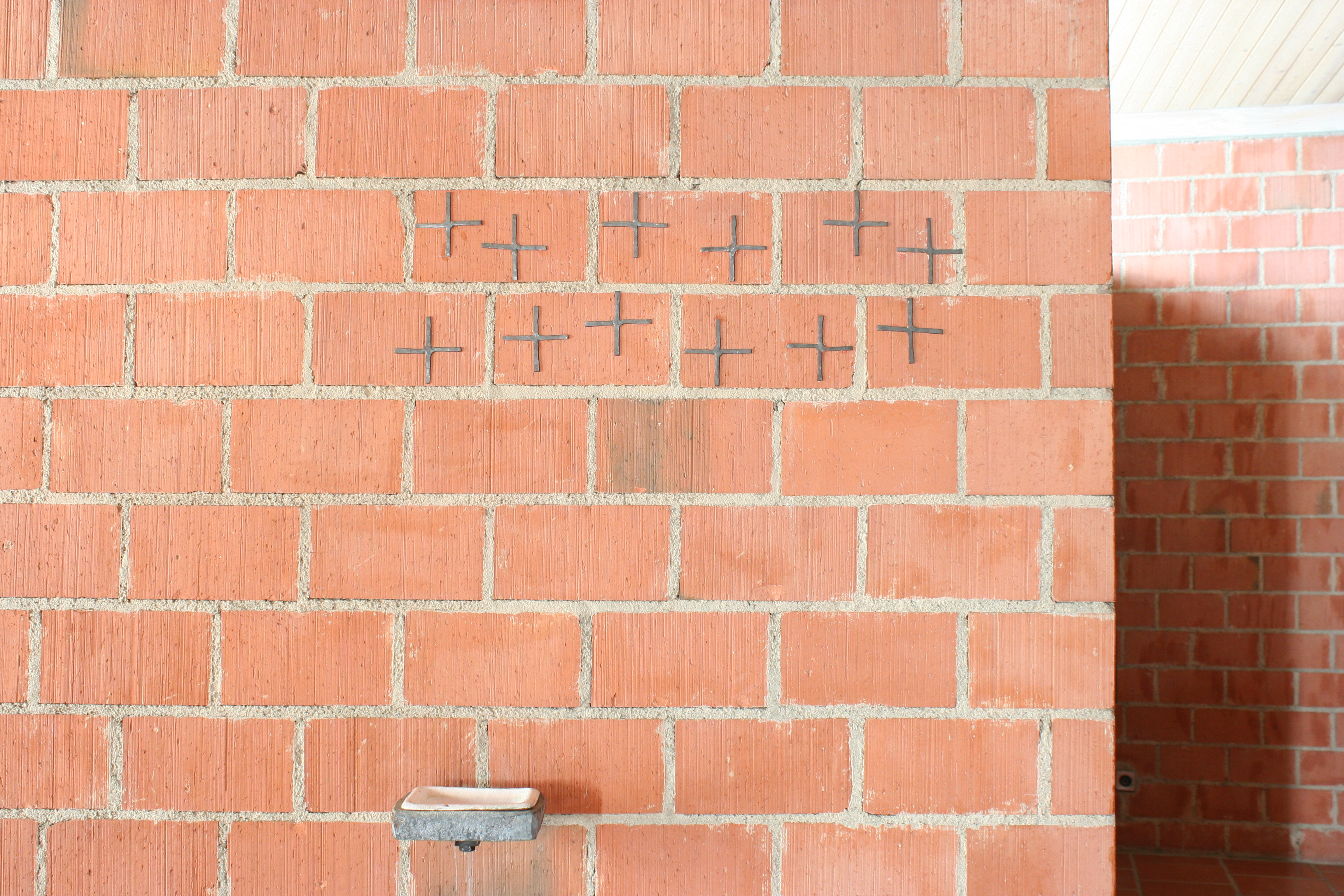
Apostelkreuze und Weihwasserbecken
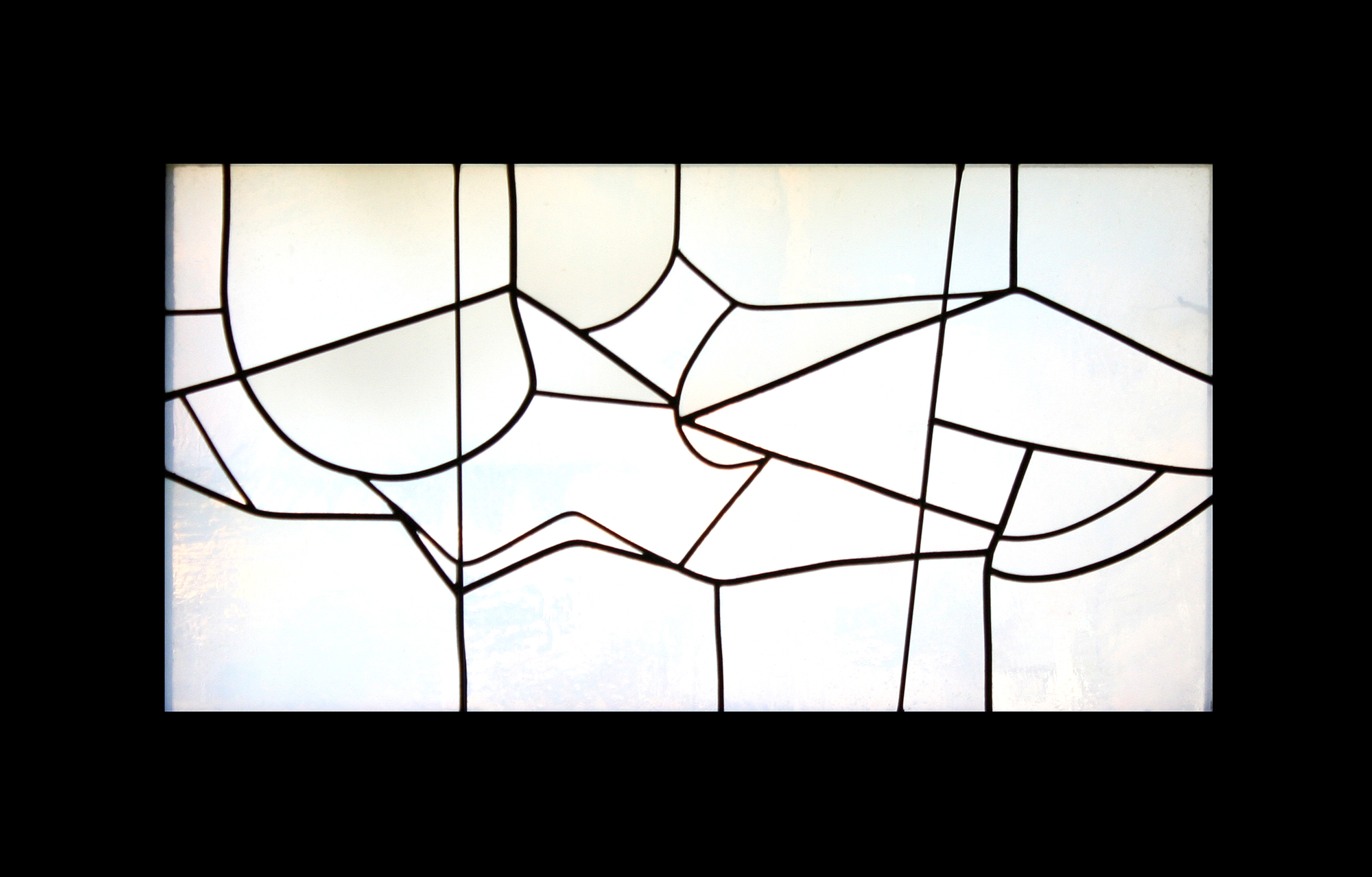
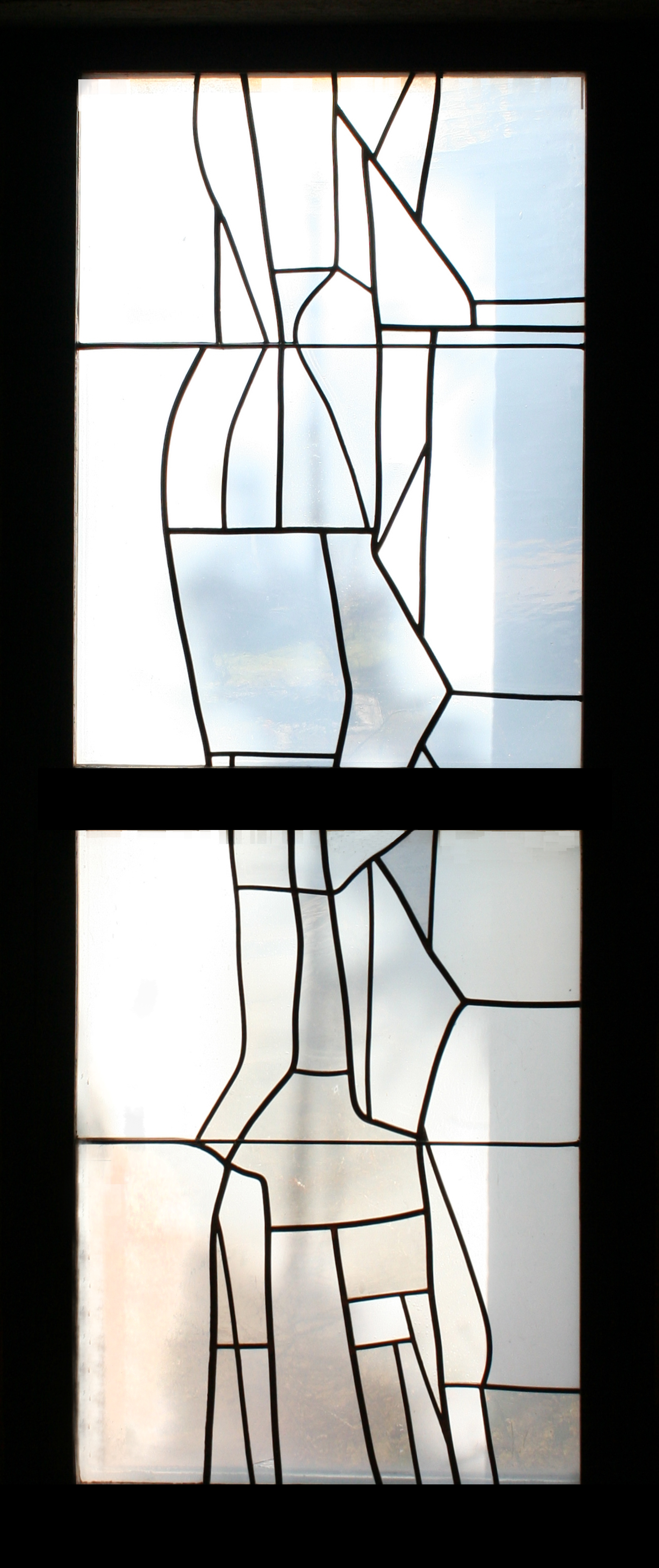
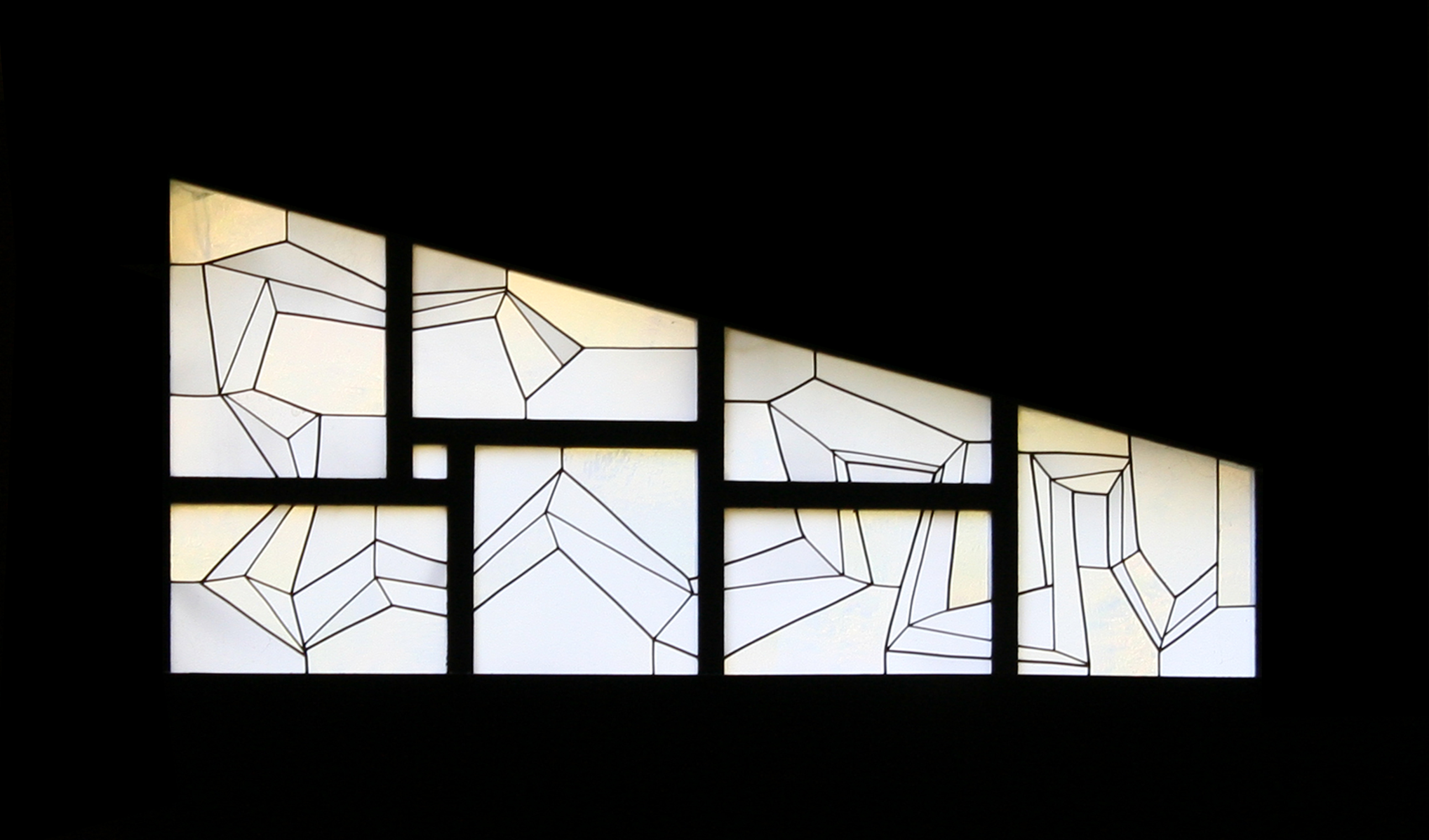

### Innenraum und künstlerische Ausstattung
Überraschend für den Kirchenbesucher ist, dass die aussen verputzte Kirche im Innern unverputzte Wände aus rotem Backstein besitzt. Das Pultdach ist im Innern mit Holz verkleidet und lässt durch ein dreieckiges Dachfenster gedämpftes Licht in den Kirchenraum einfallen. Die auf einem rechteckigen Grundriss erstellte Kirche bietet Platz für 200 Personen. Die vier Kirchenfenster sowie der Tabernakel wurden von Paul Stöckli gestaltet, ebenso wie die Weihwasserbecken und die Apostelkreuze. Die Glasfenster bestehen aus bleigefasstem Milchglas. Altar und Ambo wurden aus Holz gezimmert. Der rechteckige Grundriss sowie die Anordnung der Flechtstühle ermöglichen es den Gläubigen, nahe beim Altar zu sitzen. Der Altarbereich ist durch keine Stufen vom restlichen Kirchenraum abgehoben, wodurch der Architekt Karl Higi die Gemeinschaft von Priester und Gläubigen unterstrich und dadurch die Vorgaben der Liturgiekonstitution des Zweiten Vatikanischen Konzils umsetzte. Im nördlichen Teil der Kirche befindet sich die Orgel. Die Sakristei wurde auf der westlichen Seite des Gebäudes angebaut.

### Orgel
Im Jahr 1971 wurde die Orgel von Späth Orgelbau aus Rapperswil mit neun Registern hinter einem Freipfeifenprospekt erstellt. Das Instrument besitzt eine rein mechanische Spiel- und Registertraktur und Schleifladen.
| Manual C–g3          |       |
| Gedacktbass          | 16′   |
| Principal            | 8′    |
| Gedeckt              | 8′    |
| Dulcian (labial)     | 8′    |
| Principal            | 4′    |
| Spitzflöte           | 4′    |
| Flageolet            | 2′    |
| Larigot (aus Mixtur) | 1 ⁄3′ |
| Mixtur               | 1 ⁄3′ |

| Pedal C–f1 |     |
| Subbass    | 16′ |

- Koppel: I/P